# ایچیجو ترویوشی
ایچیجو ترویوشی ((به ژاپنی: 一条 輝良 Ichijō Teruyoshi); ۲۸ نوامبر ۱۷۵۶ – ۲۵ نوامبر ۱۷۹۵) آریستوکراسی (طبقه) اهل ژاپن بود.